# Јован Вукановић
Јован Вукановић (Рогами, Подгорица, 20. јануар 1912 – Фоча, 24. април 1943), учесник Народноослободилачке борбе и народни херој Југославије.

## Биографија
Родио се у Рогамима, Подгорица 20. јануара 1912. године у сељачкој породици. Ту је завршио основну школу, а нижу гимназију у Подгорици, а државну средњотехничку школу у Новом Саду 1935. године. Након тога уписао је Школу за резервне официре. Био ја запошљен на железници у Кладову, Новом Пазару, Рашки, Карловцу и Никшићу. Када је почео Априлски рат налазио се у Шибенику на војној вежби. Успео је да избегне заробљавање и врати се у родни крај.
Члан КПЈ постао је још 1936. године, а био је један од учесника Тринаестојулског устанка. Постављен је за војног инструктора Пиперског батаљона. Учествовао је у Пљеваљској бици 1. децембра 1941. године као припадник партизанског батаљона „18. октобар”. Када је формирана Прва пролетерска бригада постављен је за командира Одељења претећих оруђа 2. батаљона. Истакао се у многим борбама, нарочито у борби за Прозор. Под Јовановом командом артиљерци су прецизним дејством помогли 3. дивизији да заузме град. У тој борби је рањен, али је ипак прешао пут од Прозора до Фоче.
Након опоравка, у априлу 1943. године постављен је за команданта Артиљеријског дивизиона Прве пролетерске бригаде. Тада је предложено да се произведе у чин мајора, али је то учињено тек постхумно пошто је погинуо у дејствима у околини Фоче 24. априла 1943. године.
Указом председника ФНР Југославије Јосипа Броза Тита, 10. јула 1953. године, проглашен је за народног хероја.